# Shuky
Shuky (né Shuky Médina le 9 février 1980) est un écrivain français spécialisé dans les livres-jeux, il est le dirigeant de Makaka éditions.

## Publications
- Waltch et Shuky (ill. Waltch), Écolo attitude, Makaka éditions, 2008
- Shuky (ill. Iléana), Edouardo le renardeau, Makaka éditions, 2009
- Ian Dairin et Shuky, Poil de citrouille, Makaka éditions, 2009
- Shuky, Waltch et Novy, Chevaliers, Makaka éditions, 2012
- Shuky, Waltch et Novy, Chevaliers : journal d'un héros, Makaka éditions, 2012
- Waltch et Shuky (ill. Waltch, édition spéciale), Écolo attitude : journal d'un héros, Makaka éditions, 2012
- Shuky (ill. Gorobei), Pirates : journal d'un héros, Makaka éditions, 2012
- Shuky (ill. Gorobei, livre 1), Pirates, Makaka éditions, 2012
- Shuky, Waltch et Novy, Le message, Makaka éditions, 2013
- Shuky (ill. Gorobei), Pirates, vol. 2, Makaka éditions, 2013
- Shuky, Waltch et Novy (livre 4), Chevaliers, Makaka éditions, 2013
- Shuky, Waltch et Novy, La cité ensevelie, Makaka éditions, 2014
- Shuky et Raoul Paoli, Hold-up : journal d'un braqueur, Makaka éditions, 2014
- Shuky (ill. Gorobei), Pirates, vol. 3, Makaka éditions, 2014
- Shuky et Raoul Paoli, Hold-up : journal d'un braqueur, Makaka éditions, 2015
- Shuky (ill. Gorobei), À la recherche de Sara, Makaka éditions, 2016
- Shuky, Your town, Makaka éditions, 2016
- Shuky (ill. Gorobei), Atma : gardien des esprits, Makaka éditions, 2017
- Ian Dairin, Del et Shuky (ill. Ian Dairin), Chats en série, Côme, Makaka éditions, 2017
- Shuky (ill. Raoul Paoli), Hold-up, Makaka éditions, 2017
- Shuky (ill. Gorobei), Le temple des esprits, Makaka éditions, 2017